# Sen Senra
Christian Senra (San Miguel de Presqueiras, Forcarey, 12 de diciembre de 1995), conocido artísticamente como Sen Senra, es un músico español de Garage y estilos similares.

## Trayectoria
Criado en Vigo, en el barrio de Castrelos, hijo de una empleada de una fritería y un albañil, jugaba al fútbol y empezó a tocar dirigiendo la banda Demonhigh con amigos del instituto a los quince años. Senra estudio en el CEIP Canicouva y más adelante en el Instituto Santa Irene. Abandonó sus estudios para dedicarse a la música; cuando empezó a desarrollar su carrera musical se trasladó a Madrid, inicialmente en el barrio de Puente de Vallecas y luego al céntrico barrio de Las Letras.
Su primer disco, Permanent Vacation, lo publicó en 2015: lo cantó en inglés, y grabó la voz y la instrumentación. En el segundo álbum, The Art of Self-Pressure, de 2017, también cantó canciones de Rhythm&Blues y Hip Hop en inglés, y colaboró con Royce Rolo . El tercero, Sensaciones, ya ha sido traducido al español y descubierto en el mercado español, con varios millones de visitas en línea. Al año siguiente, en 2021, publicó Corazón Cromado, donde colaboró con una de las figuras musicales de aquella época en España, C. Tangana y donde incorporó temas de reguetón. La gira de ese disco le llevó a dar conciertos por toda España, e incluso llegó a subir a 8000 personas en el escenario de WiZink ( Madrid ) en enero de 2022.

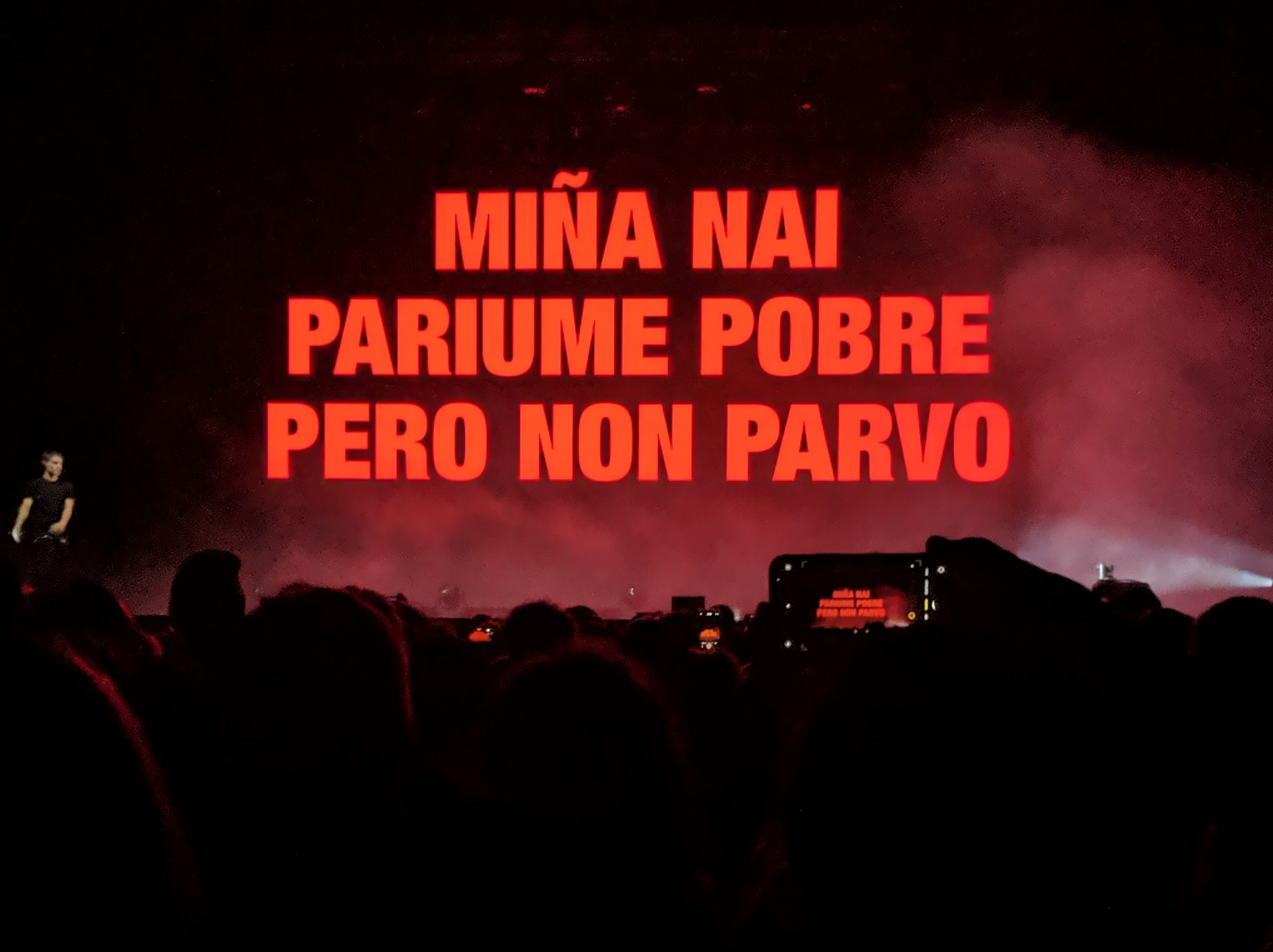
Sen Senra actuando en el WiZink de Madrid.

Han dicho de su estilo que es garage,  aunque él lo niega,  y que se mueve entre el R&B y el pop,  aunque también han señalado que comparte muchos elementos de la cultura hip hop .  Se le ha comparado con Frank Ocean  o Mac DeMarco . 
Ha colaborado con Royce Rolo ( Banana Bahía ), Julieta Venegas, C. Tangana y con integrantes de Novedades Carminha .

## Discografía
- Permanent Vacation (2015)
- The Art Of Self-Pressure (Cripis Editorial, 2017, producido por Carlos Pereiro)
- Sensaciones (2020, producido por Anxo Ferreira)
- Perfecto (2020, sencillo)
- Corazón Cromado (2021)
- PO2054AZ (Vol.I) (2023)
- PO2054AZ (Vol.II) (2024)
- PO2054AZ (Vol.III) (2025)

## Vida personal
Es hermano del artista y diseñador de mesas Vaas Senber.